# Résurrection (film, 1980)
Pour les articles homonymes, voir Résurrection (homonymie).
Pour plus de détails, voir Fiche technique et Distribution.

Résurrection est un film américain réalisé par Daniel Petrie, sorti en 1980.

## Synopsis
À la suite d'un accident d'automobile où elle perd son mari, Edna Mae Macaulay se découvre un pouvoir de guérison. Certaines personnes de la petite ville où elle s'est retirée acceptent cet étrange pouvoir tandis que d'autres s'en méfient.

## Fiche technique
- Titre : Resurrection
- Titre original : Resurrection
- Réalisation : Daniel Petrie
- Scénario : Lewis John Carlino
- Production : Renée Missel et Howard Rosenman (en)
- Société de production : Universal Pictures
- Musique : Maurice Jarre
- Photographie : Mario Tosi
- Montage : Rita Roland
- Pays d'origine : États-Unis
- Format : Couleurs - 1,85:1 - Mono
- Genre : Drame, fantastique
- Durée : 103 minutes
- Date de sortie : 1980

## Distribution
- Ellen Burstyn : Edna
- Sam Shepard : Cal
- Pamela Payton-Wright : Margaret
- Richard Farnsworth : Esco
- Roberts Blossom : John Harper
- Clifford David : George
- Madeleine Sherwood : Ruth
- Eva Le Gallienne : Grand-mère Perl
- Jeffrey DeMunn : Joe
- Richard Hamilton : Comte Carpenter
- Lane Smith : Don
- Carlin Glynn : Suzy Kroll
- Lois Smith : Kathy
- Roy Scheider : le mari d'Edna (non créditée)